# العزلة (فلم)
العزلة هو فيلم رعب تم إنتاجه في الولايات المتحدة وصدر في سنة 1995. من بطولة جيف غولدبلوم وأليسيا سيلفرستون وألفريد مولينا وجيرمي سيستو.

## الميزانية والإيرادات
بلغت تكلفة إنتاج الفيلم حوالي 15 مليون دولار بينما حقق أرباحا تقدر بـ 12,201,255 دولار.

## وصلات خارجية
- مقالات تستعمل روابط فنية بلا صلة مع ويكي بيانات